# دوايت والاس
دوايت والاس (بالإنجليزية: Dwight Wallace)‏ هو لاعب كرة قدم أمريكية أمريكي، ولد في 26 ديسمبر 1943 في ويلمنغتون في الولايات المتحدة.